# Барбијано
Барбијано (итал. Barbiano) је насеље у Италији у округу Болцано, региону Трентино-Јужни Тирол.
Према процени из 2011. у насељу је живело 1520 становника. Насеље се налази на надморској висини од 784 м.

## Становништво
| 1931. | 1936. | 1951. | 1961. | 1971. | 1981. | 1991. | 2001. | 2011. |
| ----- | ----- | ----- | ----- | ----- | ----- | ----- | ----- | ----- |
| 1.098 | 1.250 | 1.298 | 1.198 | 1.309 | 1.381 | 1.444 | 18    | 1.596 |